# 사람의 집
《사람의 집》은 1999년 4월 5일부터 1999년 10월 15일까지 방영된 한국방송공사 1TV 일일연속극로, 고아로 성장한 두 여인이 엮어내는 각기 다른 두 가족의 이야기이다.

## 등장 인물
- 최수종 : 서원탁 역
- 채시라 : 심말희 역 - 심 주사의 둘째 딸
- 고두심 : 나홍옥 역
- 남능미 : 박숭음 여사 역 - 심 주사의 아내
- 이순재 : 심 주사 역
- 박성미 : 심학희 역 - 심 주사의 첫째딸
- 정종준 : 양상달 역 - 심 주사의 첫째사위
- 권오중 : 심영재 역 - 심 주사의 아들
- 최정윤 : 김남옥 역 - 홍옥의 딸
- 천호진 : 나홍철 역 - 홍옥의 동생
- 김지영 : 오이분 역 - 양상달의 어머니
- 여운계 : 서원탁의 어머니 역
- 심양홍 : 김억만 역 - 남옥의 친아버지(중도합류)
- 권기선 : 석화 역 - 홍철의 아내
- 이세창 : 민형민 역 - 남옥 회사 팀장(중도합류)
- 윤문식 : 맹씨 역
- 문혁 : 김군 역
- 故 한경선 : 복자 역
- 이승훈 : 양대훈 역 - 양상달의 아들
- 이주화 : 형민의 동기 역
- 박종설
- 송영창
- 정재순
- 하다솜
- 이칸희
- 강경헌

## 수상
- 1999년 KBS 연기대상 대상 채시라
- 1999년 KBS 연기대상 여자 조연상 박성미
- 1999년 KBS 연기대상 남자 인기상 최수종
- 1999년 KBS 연기대상 특별상

## 참고 사항
- <아들과 딸>을 비롯해 줄곧 MBC에서만 활동해 온 박진숙 작가의 첫 KBS 연속극 집필작이었다.[1]
- <정 때문에> 이후 이어진 일일극의 슬럼프를 만회하기 위해 <정 때문에>의 김현준 PD를 연출자, KBS2 주말연속극 <야망의 전설>로 인기를 모은 최수종과 채시라를 주역으로 내세워 비교적 높은 인기를 얻었다.[2]
- 당초 <순정>이란 제목이 거론되었으나 최수종과 채시라의 사랑 이야기 위주의 드라마로 보인다는 지적이 있자, KBS는 인터넷을 통해 제목 공모를 했다. 고아 출신임을 숨긴 채 평생을 살아온 두 여자(남능미, 고두심)와 자식들 간의 결혼 이야기로 흠집 많은 가정을 '사람 사는 집'으로 복원해 간다는 제목의 <사람의 집>이 최종 낙점됐다.
- 최정윤과 권오중이 각각 분한 김남옥과 심영재 역은 당초 명세빈과 송승헌이 맡을 예정이었다. 그러나, 명세빈이 건강사정으로 출연을 포기했고 이 과정에서 송승헌도 고사하여 최정윤과 권오중이 대신 투입되었는데 최정윤을 캐스팅하는 과정에서 SBS 측과 마찰을 겪었다.
- 서원탁 어머니 역은 당초 김수미가 낙점되었으나 MBC <하나뿐인 당신>에 캐스팅되어 여운계가 투입되었다.
- 채시라의 처음이자 마지막 일일극 출연작이었는데 이 작품 이후 KBS 1TV <우리가 남인가요>, MBC <결혼의 법칙> 출연을 제의받았으나 고사했다.

## 호평과 혹평
호평
- 방송 첫 주까지는 동시간대 <하나뿐인 당신>과 팽팽한 접전을 벌였으나 6회부터 앞서나가기 시작했는데 스타성, 적역 등 배역요건에 있어 캐스팅에 성공했고, 극의 내용도 '가족 이야기, 밝음, 생활감' 등 저녁 일일극의 인기비결을 유지하여 시청률을 상승시켰다는 분석이 나왔다.
- 극중 가장인 이순재의 고지식함과 이전 억센 성격을 주로 해 온 남능미가 유순한 캐릭터로 변신한 것도 극 흐름에 잘 묻혔고 주인공 최수종, 채시라 커플과 권오중, 최정윤의 밝고 젊은 연애행각이 젊은 시청자를 끌어들이는 한편 천호진, 권기선, 정종준, 박성미 등의 연기파 배우들이 생활감 있는 푼수와 코믹 연기를 펼치며 여백을 메워줬다는 평이 있었다.
- 최수종-채시라 커플의 사랑 만들기는 "결혼"이란 중량감있는 현실 문제를 나름대로의 해법으로 경쾌하게 그려갔는데 심각한 고부갈등, 사돈 사이의 신경전, 실직과 채무관계 등 여러 가지 사람사는 모습들을 리얼하지만 심각하지 않게 묘사하여 재미와 활력을 불어넣었다.

혹평
- <정 때문에> 이후 이어진 일일극의 슬럼프를 만회하기 위해[3] 비난을 감수하고 KBS 뉴스 9까지 내보내는 등 종전보다 2배 이상 예고를 했다.
- 1999년 6월 6일 KBS 뉴스 9에서 최수종과 채시라의 결혼내용을 주요뉴스로 내보냈는데 앵커는 "두 사람(최수종 채시라)은 지난 10년 간 커플로 출연했으나 결혼식은 처음이었습니다"란 멘트를 내보냈으며 이 과정에서 최수종과 채시라의 결혼식 장면은 같은 날 심야뉴스와 다음 날(99년 6월 7일) 아침뉴스까지 내보내졌는데 99년 6월 6일 KBS 뉴스 9 방송이 나간 뒤 "최수종이 아내 하희라와 이혼하고 채시라와 재혼하냐"는 심각한 질문부터 "방송사고다"란 의견들이 나왔으며 PC통신에서도 "방송사고로 뉴스 중 드라마가 많이 나온 건 아닌지"란 질문부터 "공영방송이 자사 홍보에 별안이냐" "KBS는 각성하라"는 등의 비난이 쏟아졌다.
- '드라마가 떠야 뉴스가 산다'는 시청률 지상주의에서 벗어나지 못했다는 평을 받았다.
- 중반 이후 단선적인 갈등구조, 가족 간의 대화 부재, 여성 왜곡, 진부한 남녀관계 등의 전개가 지적을 받았는데,[4] 젊은 자녀들의 사랑 이야기로 변질된 데 이어[5] 비현실적인 내용들을 주축으로 드라마를 이끌어갔다는 혹평을 받았다.[6]